# Grianan di Aileach

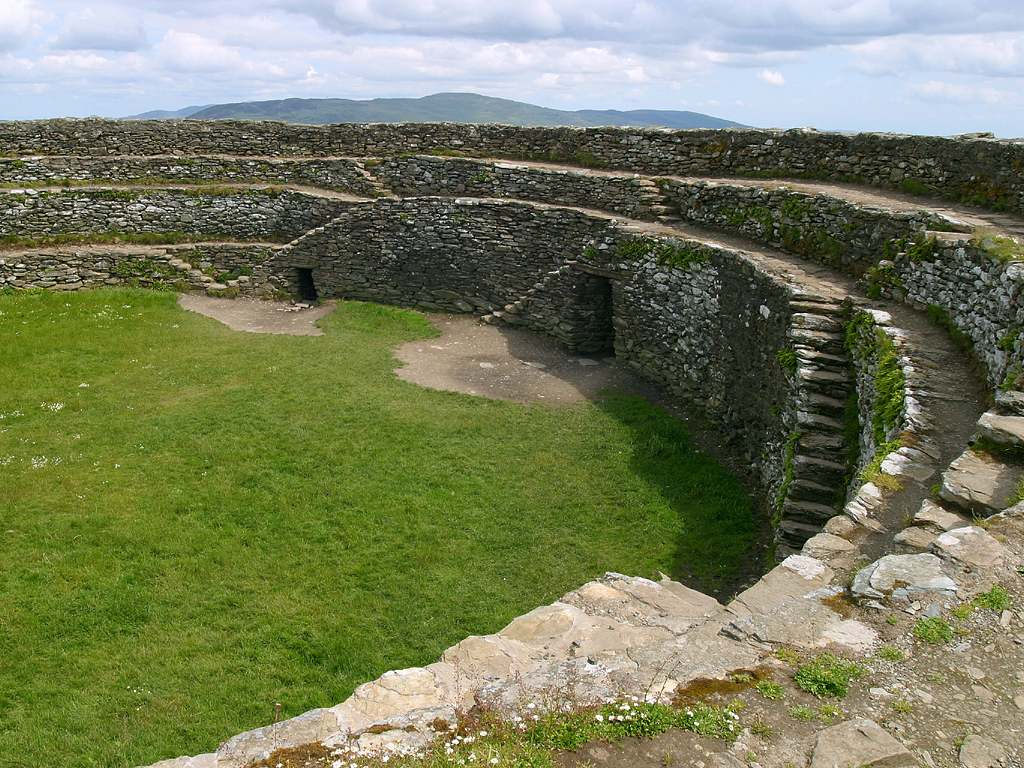
Visuale interna

Il Grianan di Aileach (Grianan of Aileach in inglese, An Grianán an Aileach / An Grianán Ailigh in gaelico irlandese) è un ampio forte circolare in pietra dell'Età del Ferro, situato all'ingresso della penisola di Inishowen vicino al villaggio di Burt, nell'Irlanda nord-occidentale, a poca distanza da Derry. È uno dei forti circolari meglio conservati e un'attrazione turistica di un certo spessore del Donegal, anche per le visuali suggestive che offre sui Lough Foyle e Swilly.
Quel che oggi è in stato di rovina, era a suo tempo la sede del Regno di Aileach, che comprendeva i sottoregni di Ulaidh e Airgiallaigh: si desume facilmente che il Grianan fosse il centro culturale e politico della zona durante il dominio dei sovrani gaelici (800 a.C. - 1200 d.C.)
Dal XII secolo, il Regno di Aileach cominciò i contatti, il più delle volte belligeranti, con gli invasori Normanni, perdendo molti dei vasti territori. Intorno al 1177, i Normanni controllavano gran parte del vecchio Regno e il Grianan cominciò velocemente a perdere gran parte della sua importanza.
Secondo un mito irlandese il forte sarebbe stato costruito dal grande re Dafhda di Tuatha de Danann per proteggere la tomba di suo figlio Aeah, situata al centro della costruzione.

## Il sito oggi

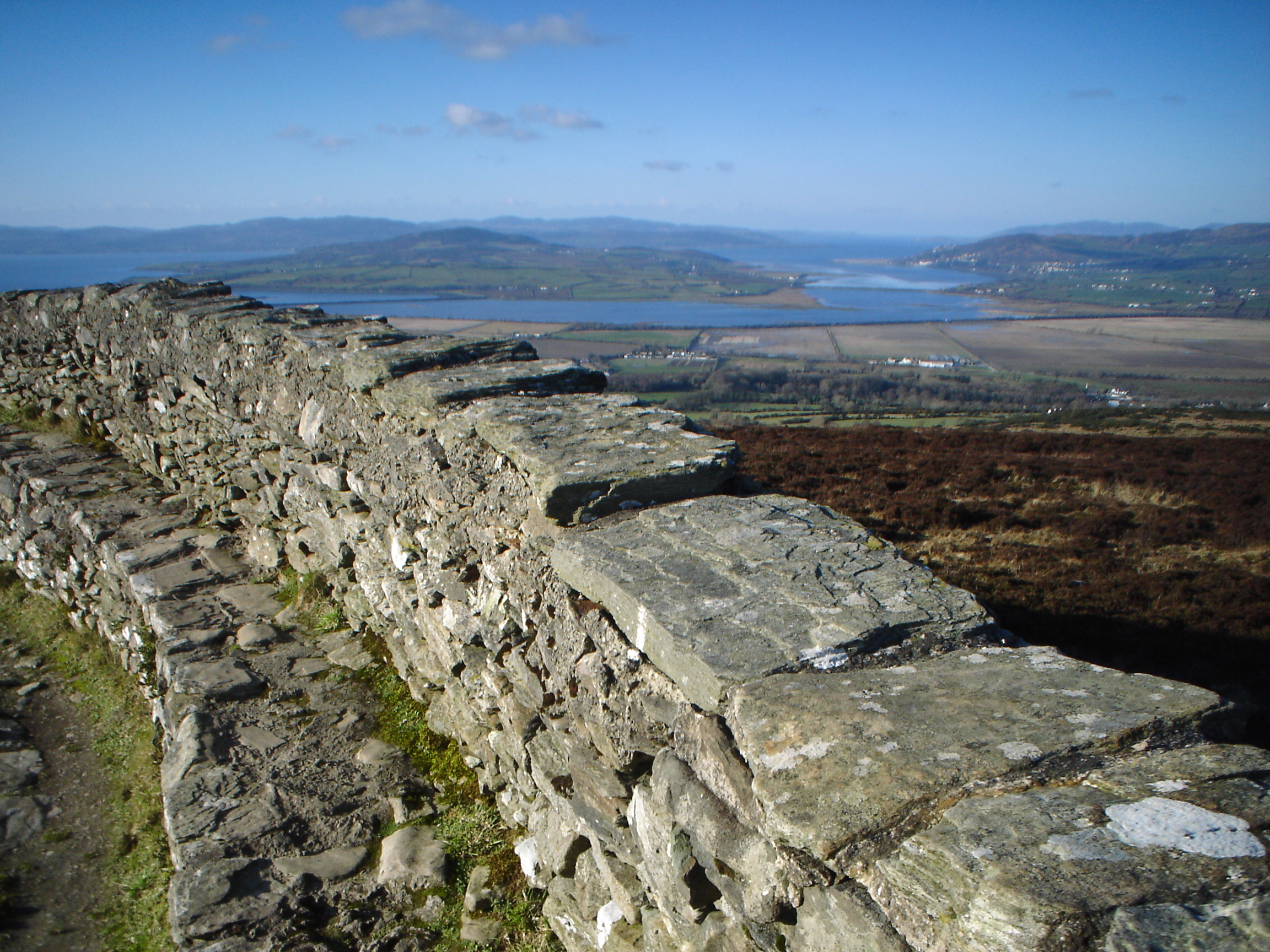
Panoramica dai muri del forte sul Lough Swilly

Il villaggio di Burt è l'abitato più vicino al sito archeologico, situato in una collina non molto alta ma che spicca sul territorio pianeggiante della parte meridionale di Inishowen. Raggiungere il forte implica passare per strade abbastanza rurali e dismesse, che già durante il percorso mostrano il panorama suggestivo e unico che offre l'altura alla sua sommità. Isolato sulla cima il forte è rimasto abbastanza intatto, almeno per le mura esterne e qualche scalinata.
Parti della fortezza sono state distrutte durante i secoli ma sono state in gran parte ricostruite nel XIX secolo rispettando l'importanza estetica e storica dell'opera. I lavori furono seguiti da un certo Dr. Bernard. Il sito adesso fa parte dei beni pubblici irlandesi ed è spesso soggetto a piccoli restauri per piccoli crolli della struttura.

## Altri forti circolari
- Dún Aengus
- Staigue Fort